# 김동석 (1990년)
김동석(1990년 4월 7일 ~ )은 대한민국의 배우이다.

## 학력
- 성균관대학교 중어중문학과

## 출연 작품

### 드라마
- 《K-팝 최강 서바이벌》 (채널A, 2012년)
- 《닥터 진》 (MBC, 2012년)
- 《학교 2013》 (KBS2, 2012년 ~ 2013년) - 김동석 역
- 《연애조작단; 시라노》 (tvN, 2013년) - 고도일 역
- 《칼과 꽃》 (KBS2, 2013년 ~ 2013년) - 지관 역
- 《스무살》 (tvN, 2014년)
- 《고결한 그대》 (네이버캐스트, 2015년) - 이강준 역
- 《용팔이》 (SBS, 2015년) - 김도영 역
- 《프린세스 메이커》 (Shortmax, 2024년)

### 영화
- 수상한 그녀 (2014년) - 음악 방송 MC 역
- 착한, 사람들 (2014년)